# Sphaenorhynchus bromelicola
A Sphaenorhynchus bromelicola a kétéltűek (Amphibia) osztályának békák (Anura) rendjébe és a levelibéka-félék (Hylidae) családjába tartozó faj.

## Előfordulása
A faj Brazília Bahia államának endemikus faja. Természetes élőhelye szubtrópusi vagy trópusi nedves síkvidéki erdők, szubtrópusi vagy trópusi nedves bozótosok, édesvizű mocsarak, lepusztult erdők. A fajt élőhelyének elvesztése fenyegeti.